# Interlands Ivoriaans voetbalelftal 2020-2029
Deze pagina toont een chronologisch en gedetailleerd overzicht van de interlands die het Ivoriaans voetbalelftal speelt en heeft gespeeld in de periode 2020 – 2029.

## Interlands

### 2020
|                                                                  |                     |       |                          |                                                                                         |
| 8 oktober Vriendschappelijk «onderlinge duels» 20:45 uur (UTC+2) | België              | 1 – 1 | Ivoorkust                | Koning Boudewijnstadion, Brussel Toeschouwers: 0 Scheidsrechter: Serdar Gözübüyük (NED) |
| 8 oktober Vriendschappelijk «onderlinge duels» 20:45 uur (UTC+2) | Michy Batshuayi 53' |       | 86' (pen.) Franck Kessié | Koning Boudewijnstadion, Brussel Toeschouwers: 0 Scheidsrechter: Serdar Gözübüyük (NED) |

|                                                                   |                     |       |           |                                                                                    |
| 13 oktober Vriendschappelijk «onderlinge duels» 16:45 uur (UTC+2) | Japan               | 1 – 0 | Ivoorkust | Stadion Galgenwaard, Utrecht Toeschouwers: 0 Scheidsrechter: Jochem Kamphuis (NED) |
| 13 oktober Vriendschappelijk «onderlinge duels» 16:45 uur (UTC+2) | Naomichi Ueda 90+1' |       |           | Stadion Galgenwaard, Utrecht Toeschouwers: 0 Scheidsrechter: Jochem Kamphuis (NED) |

|                                                                             |                                   |       |                  |                                                                                                 |
| 12 november AK 2021 kwalificatie Groep K «onderlinge duels» 19:00 uur (UTC) | Ivoorkust                         | 2 – 1 | Madagaskar       | Stade olympique Alassane Ouattara, Abidjan Toeschouwers: 0 Scheidsrechter: Haythem Guirat (TUN) |
| 12 november AK 2021 kwalificatie Groep K «onderlinge duels» 19:00 uur (UTC) | Gervinho 48' Sébastien Haller 55' |       | 59' Paulin Voavy | Stade olympique Alassane Ouattara, Abidjan Toeschouwers: 0 Scheidsrechter: Haythem Guirat (TUN) |

|                                                                               |                   |       |                          |                                                                                 |
| 17 november AK 2021 kwalificatie Groep K «onderlinge duels» 16:00 uur (UTC+3) | Madagaskar        | 1 – 1 | Ivoorkust                | Barikadimystadion, Toamasina Toeschouwers: 0 Scheidsrechter: Gehad Grisha (EGY) |
| 17 november AK 2021 kwalificatie Groep K «onderlinge duels» 16:00 uur (UTC+3) | Ibrahim Amada 51' |       | 15' (pen.) Franck Kessié | Barikadimystadion, Toamasina Toeschouwers: 0 Scheidsrechter: Gehad Grisha (EGY) |

### 2021
|                                                                          |       |                                                    |           |                                                                                         |
| 26 maart AK 2021 kwalificatie Groep K «onderlinge duels» 16:00 uur (UTC) | Niger | 0 – 3                                              | Ivoorkust | Stade Général Seyni Kountché, Niamey Toeschouwers: 0 Scheidsrechter: Dahane Beida (MTN) |
| 26 maart AK 2021 kwalificatie Groep K «onderlinge duels» 16:00 uur (UTC) |       | 25' Serge Aurier 34' Max Gradel 60' Wilfried Kanon |           | Stade Général Seyni Kountché, Niamey Toeschouwers: 0 Scheidsrechter: Dahane Beida (MTN) |

|                                                                          |                                                                |       |                    |                                                                                               |
| 30 maart AK 2021 kwalificatie Groep K «onderlinge duels» 13:00 uur (UTC) | Ivoorkust                                                      | 3 – 1 | Ethiopië           | Stade olympique Alassane Ouattara, Abidjan Toeschouwers: 0 Scheidsrechter: Charles Bulu (GHA) |
| 30 maart AK 2021 kwalificatie Groep K «onderlinge duels» 13:00 uur (UTC) | Willy Boly 3' Franck Kessié 19' (pen.) Jean Evrard Kouassi 76' |       | 74' Getaneh Kebede | Stade olympique Alassane Ouattara, Abidjan Toeschouwers: 0 Scheidsrechter: Charles Bulu (GHA) |

|                                                             |                                       |       |                    |                                                                                    |
| 5 juni Vriendschappelijk «onderlinge duels» 17:00 uur (UTC) | Ivoorkust                             | 2 – 1 | Burkina Faso       | Stade olympique Alassane Ouattara, Abidjan Scheidsrechter: Yelebodom Bodjona (TOG) |
| 5 juni Vriendschappelijk «onderlinge duels» 17:00 uur (UTC) | Ibrahim Sangaré 72' Amad Diallo 90+7' |       | 16' Lassina Traoré | Stade olympique Alassane Ouattara, Abidjan Scheidsrechter: Yelebodom Bodjona (TOG) |

|                                                              |       |       |           |                                                                        |
| 12 juni Vriendschappelijk «onderlinge duels» 17:00 uur (UTC) | Ghana | 0 – 0 | Ivoorkust | Cape Coast Sportstadion, Cape Coast Scheidsrechter: Daouda Guèye (SEN) |
| 12 juni Vriendschappelijk «onderlinge duels» 17:00 uur (UTC) |       |       |           | Cape Coast Sportstadion, Cape Coast Scheidsrechter: Daouda Guèye (SEN) |

|                                                                               |            |       |           |                                                                                            |
| 3 september WK 2022 kwalificatie Groep D «onderlinge duels» 15:00 uur (UTC+2) | Mozambique | 0 – 0 | Ivoorkust | Estádio do Zimpeto, Maputo Toeschouwers: 0 Scheidsrechter: Pacifique Ndabihawenimana (BDI) |
| 3 september WK 2022 kwalificatie Groep D «onderlinge duels» 15:00 uur (UTC+2) |            |       |           | Estádio do Zimpeto, Maputo Toeschouwers: 0 Scheidsrechter: Pacifique Ndabihawenimana (BDI) |

|                                                                             |                                                  |       |                                   | |
| 6 september WK 2022 kwalificatie Groep D «onderlinge duels» 19:00 uur (UTC) | Ivoorkust                                        | 2 – 1 | Kameroen                          | Stade olympique Alassane Ouattara, Abidjan Toeschouwers: 10.000 Scheidsrechter: Mehdi Abid Charef (ALG) |
| 6 september WK 2022 kwalificatie Groep D «onderlinge duels» 19:00 uur (UTC) | Sébastien Haller 20' (pen.) Sébastien Haller 29' |       | 61' (pen.) Nicolas Moumi Ngamaleu | Stade olympique Alassane Ouattara, Abidjan Toeschouwers: 10.000 Scheidsrechter: Mehdi Abid Charef (ALG) |

|                                                                             |        |                                                       |           |                                                                                               |
| 8 oktober WK 2022 kwalificatie Groep D «onderlinge duels» 15:00 uur (UTC+2) | Malawi | 0 – 3                                                 | Ivoorkust | Orlandostadion, Johannesburg (Zuid-Afrika) Toeschouwers: 0 Scheidsrechter: Peter Waweru (KEN) |
| 8 oktober WK 2022 kwalificatie Groep D «onderlinge duels» 15:00 uur (UTC+2) |        | 36' Max Gradel 85' Ibrahim Sangaré 90+5' Jérémie Boga |           | Orlandostadion, Johannesburg (Zuid-Afrika) Toeschouwers: 0 Scheidsrechter: Peter Waweru (KEN) |

|                                                                              |                                          |       |                  |                                                                                              |
| 11 oktober WK 2022 kwalificatie Groep D «onderlinge duels» 17:00 uur (UTC+1) | Ivoorkust                                | 2 – 1 | Malawi           | Stade de l'Amitié, Cotonou (Benin) Toeschouwers: 1.000 Scheidsrechter: Bernard Camille (SEY) |
| 11 oktober WK 2022 kwalificatie Groep D «onderlinge duels» 17:00 uur (UTC+1) | Nicolas Pépé 2' Franck Kessié 66' (pen.) |       | 20' Khuda Muyaba | Stade de l'Amitié, Cotonou (Benin) Toeschouwers: 1.000 Scheidsrechter: Bernard Camille (SEY) |

|                                                                               |                                                |       |            |                                                                                            |
| 13 november WK 2022 kwalificatie Groep D «onderlinge duels» 20:00 uur (UTC+1) | Ivoorkust                                      | 3 – 0 | Mozambique | Stade de l'Amitié, Cotonou (Benin) Toeschouwers: 0 Scheidsrechter: Ahmed El Ghandour (EGY) |
| 13 november WK 2022 kwalificatie Groep D «onderlinge duels» 20:00 uur (UTC+1) | Max Gradel 10' Maxwel Cornet 61' Jean Seri 90' |       |            | Stade de l'Amitié, Cotonou (Benin) Toeschouwers: 0 Scheidsrechter: Ahmed El Ghandour (EGY) |

|                                                                               |                      |       |           |                                                                                |
| 16 november WK 2022 kwalificatie Groep D «onderlinge duels» 20:00 uur (UTC+1) | Kameroen             | 1 – 0 | Ivoorkust | Japomastadion, Douala Toeschouwers: 25.000 Scheidsrechter: Janny Sikazwe (ZAM) |
| 16 november WK 2022 kwalificatie Groep D «onderlinge duels» 20:00 uur (UTC+1) | Karl Toko Ekambi 21' |       |           | Japomastadion, Douala Toeschouwers: 25.000 Scheidsrechter: Janny Sikazwe (ZAM) |

### 2022
| Afrikaans kampioenschap voetbal 2021 |
| ------------------------------------ |

|                                                                    |                    |               |           | |
| 12 januari Afrika Cup Groep E «onderlinge duels» 20:00 uur (UTC+1) | Equatoriaal-Guinea | 0 – 1         | Ivoorkust | Japomastadion, Douala Toeschouwers: 19.572 Scheidsrechter: Redouane Jiyed (MAR) Video-assistent: Bouchra Karboubi (MAR) |
| 12 januari Afrika Cup Groep E «onderlinge duels» 20:00 uur (UTC+1) |                    | 5' Max Gradel |           | Japomastadion, Douala Toeschouwers: 19.572 Scheidsrechter: Redouane Jiyed (MAR) Video-assistent: Bouchra Karboubi (MAR) |

|                                                                    |                                       |       |                                          | |
| 16 januari Afrika Cup Groep E «onderlinge duels» 17:00 uur (UTC+1) | Ivoorkust                             | 2 – 2 | Sierra Leone                             | Japomastadion, Douala Toeschouwers: 20.169 Scheidsrechter: Maguette Ndiaye (SEN) Video-assistent: Bakary Gassama (GAM) |
| 16 januari Afrika Cup Groep E «onderlinge duels» 17:00 uur (UTC+1) | Sébastien Haller 25' Nicolas Pépé 65' |       | 55' Musa Noah Kamara 90+3' Alhaji Kamara | Japomastadion, Douala Toeschouwers: 20.169 Scheidsrechter: Maguette Ndiaye (SEN) Video-assistent: Bakary Gassama (GAM) |

|                                                                    |                                                        |       |                      | |
| 20 januari Afrika Cup Groep E «onderlinge duels» 17:00 uur (UTC+1) | Ivoorkust                                              | 3 – 1 | Algerije             | Japomastadion, Douala Toeschouwers: 36.762 Scheidsrechter: Victor Gomes (ZAF) Video-assistent: Haythem Guirat (TUN) |
| 20 januari Afrika Cup Groep E «onderlinge duels» 17:00 uur (UTC+1) | Franck Kessié 22' Ibrahim Sangaré 39' Nicolas Pépé 54' |       | 73' Sofiane Bendebka | Japomastadion, Douala Toeschouwers: 36.762 Scheidsrechter: Victor Gomes (ZAF) Video-assistent: Haythem Guirat (TUN) |

|                                                                           |                                                                      |              |                                                                      |                                                                                               |
| 26 januari Afrika Cup Achtste finale «onderlinge duels» 17:00 uur (UTC+1) | Ivoorkust                                                            | 0 – 0 (n.v.) | Egypte                                                               | Japomastadion, Douala Scheidsrechter: Jean Ngambo (COD) Video-assistent: Bamlak Tessema (ETH) |
| 26 januari Afrika Cup Achtste finale «onderlinge duels» 17:00 uur (UTC+1) |                                                                      |              |                                                                      | Japomastadion, Douala Scheidsrechter: Jean Ngambo (COD) Video-assistent: Bamlak Tessema (ETH) |
| 26 januari Afrika Cup Achtste finale «onderlinge duels» 17:00 uur (UTC+1) | Strafschoppen                                                        |              |                                                                      | Japomastadion, Douala Scheidsrechter: Jean Ngambo (COD) Video-assistent: Bamlak Tessema (ETH) |
| 26 januari Afrika Cup Achtste finale «onderlinge duels» 17:00 uur (UTC+1) | Nicolas Pépé Ibrahim Sangaré Eric Bailly Maxwel Cornet Wilfried Zaha | 4 – 5        | Ahmed Sayed Amr El Solia Omar Kamal Mohamed Abdelmonem Mohamed Salah | Japomastadion, Douala Scheidsrechter: Jean Ngambo (COD) Video-assistent: Bamlak Tessema (ETH) |

|  |  |  |  |  |  |  |  |  |

|                                                                 |                                              |       |                  | |
| 25 maart Vriendschappelijk «onderlinge duels» 21:15 uur (UTC+1) | Frankrijk                                    | 2 – 1 | Ivoorkust        | Stade Vélodrome, Marseille Toeschouwers: 67.000 Scheidsrechter: Vítor Ferreira (POR) Video-assistent: Hugo Miguel (POR) |
| 25 maart Vriendschappelijk «onderlinge duels» 21:15 uur (UTC+1) | Olivier Giroud 22' Aurélien Tchouaméni 90+3' |       | 19' Nicolas Pépé | Stade Vélodrome, Marseille Toeschouwers: 67.000 Scheidsrechter: Vítor Ferreira (POR) Video-assistent: Hugo Miguel (POR) |

|                                                                 |                                                          |       |           | |
| 29 maart Vriendschappelijk «onderlinge duels» 19:45 uur (UTC+1) | Engeland                                                 | 3 – 0 | Ivoorkust | Wembley Stadium, Londen Toeschouwers: 73.405 Scheidsrechter: Erik Lambrechts (BEL) Video-assistent: Lawrence Visser (BEL) |
| 29 maart Vriendschappelijk «onderlinge duels» 19:45 uur (UTC+1) | Ollie Watkins 30' Raheem Sterling 45' Tyrone Mings 90+3' |       |           | Wembley Stadium, Londen Toeschouwers: 73.405 Scheidsrechter: Erik Lambrechts (BEL) Video-assistent: Lawrence Visser (BEL) |

|                                                                        |                                                           |       |                   |                                                                        |
| 3 juni AK 2023 kwalificatie Groep H «onderlinge duels» 19:00 uur (UTC) | Ivoorkust                                                 | 3 – 1 | Zambia            | Stade de Yamoussoukro, Yamoussoukro Scheidsrechter: Dahane Beida (MTN) |
| 3 juni AK 2023 kwalificatie Groep H «onderlinge duels» 19:00 uur (UTC) | Serge Aurier 67' Christian Kouamé 76' Ibrahim Sangaré 89' |       | 90+4' Patson Daka | Stade de Yamoussoukro, Yamoussoukro Scheidsrechter: Dahane Beida (MTN) |

|                                                                          |         |       |           |                                                                                 |
| 7 juni AK 2023 kwalificatie Groep H «onderlinge duels» 19:00 uur (UTC+2) | Lesotho | 0 – 0 | Ivoorkust | Dobsonvillestadion, Soweto (Zuid-Afrika) Scheidsrechter: Patrice Milazare (MRI) |
| 7 juni AK 2023 kwalificatie Groep H «onderlinge duels» 19:00 uur (UTC+2) |         |       |           | Dobsonvillestadion, Soweto (Zuid-Afrika) Scheidsrechter: Patrice Milazare (MRI) |

|                                                                     |                   |       |                                          |                                                                              |
| 24 september Vriendschappelijk «onderlinge duels» 18:00 uur (UTC+2) | Togo              | 1 – 2 | Ivoorkust                                | Stade Robert Diochon, Le Petit-Quevilly Scheidsrechter: Aurélien Petit (FRA) |
| 24 september Vriendschappelijk «onderlinge duels» 18:00 uur (UTC+2) | Dermane Karim 85' |       | 60' Seko Fofana 68' (pen.) Franck Kessié | Stade Robert Diochon, Le Petit-Quevilly Scheidsrechter: Aurélien Petit (FRA) |

|                                                                     |                                                             |       |                      |                                                                  |
| 27 september Vriendschappelijk «onderlinge duels» 20:00 uur (UTC+2) | Ivoorkust                                                   | 3 – 1 | Guinee               | Stade de la Licorne, Amiens Scheidsrechter: Thomas Léonard (FRA) |
| 27 september Vriendschappelijk «onderlinge duels» 20:00 uur (UTC+2) | Ibrahim Sangaré 30' Souleyman Doumbia 41' Seko Fofana 45+1' |       | 52' Mouctar Diakhaby | Stade de la Licorne, Amiens Scheidsrechter: Thomas Léonard (FRA) |

|                                                                    |                                                                                |       |         |                                                                                   |
| 16 november Vriendschappelijk «onderlinge duels» 17:00 uur (UTC+1) | Ivoorkust                                                                      | 4 – 0 | Burundi | Stade de Marrakech, Marrakesh Toeschouwers: 350 Scheidsrechter: Jalal Jayed (MAR) |
| 16 november Vriendschappelijk «onderlinge duels» 17:00 uur (UTC+1) | Jean-Philippe Krasso 10' Max Gradel 45+1' Ibrahim Sangaré 58' Nicolas Pépé 63' |       |         | Stade de Marrakech, Marrakesh Toeschouwers: 350 Scheidsrechter: Jalal Jayed (MAR) |

|                                                                    |                     |       |                                              |                                                                                          |
| 19 november Vriendschappelijk «onderlinge duels» 17:00 uur (UTC+1) | Ivoorkust           | 1 – 2 | Burkina Faso                                 | Stade de Marrakech, Marrakesh Toeschouwers: 1.100 Scheidsrechter: Bouchra Karboubi (MAR) |
| 19 november Vriendschappelijk «onderlinge duels» 17:00 uur (UTC+1) | Ibrahim Sangaré 20' |       | 11' Dango Ouattara 42' (pen.) Edmond Tapsoba | Stade de Marrakech, Marrakesh Toeschouwers: 1.100 Scheidsrechter: Bouchra Karboubi (MAR) |

### 2023
| African Championship of Nations 2022 |
| ------------------------------------ |

Tijdens het African Championship of Nations bestaat het nationaal elftal altijd enkel uit spelers uit de nationale competitie.
|                                                                                 |           |                    |         |                                                                   |
| 14 januari Championship of Nations Groep B «onderlinge duels» 20:00 uur (UTC+1) | Ivoorkust | 0 – 1              | Senegal | 19 mei 1956-stadion, Annaba Scheidsrechter: Lotfi Bekouassa (ALG) |
| 14 januari Championship of Nations Groep B «onderlinge duels» 20:00 uur (UTC+1) |           | 80' Moussa N'Diaye |         | 19 mei 1956-stadion, Annaba Scheidsrechter: Lotfi Bekouassa (ALG) |

|                                                                                 |                |       |           |                                                                |
| 18 januari Championship of Nations Groep B «onderlinge duels» 17:00 uur (UTC+1) | Congo-Kinshasa | 0 – 0 | Ivoorkust | 19 mei 1956-stadion, Annaba Scheidsrechter: Mohamed Adel (EGY) |
| 18 januari Championship of Nations Groep B «onderlinge duels» 17:00 uur (UTC+1) |                |       |           | 19 mei 1956-stadion, Annaba Scheidsrechter: Mohamed Adel (EGY) |

|                                                                                 |                         |       |                                                         |                                                                  |
| 22 januari Championship of Nations Groep B «onderlinge duels» 20:00 uur (UTC+1) | Oeganda                 | 1 – 3 | Ivoorkust                                               | Nelson Mandelastadion, Algiers Scheidsrechter: Blaise Ngwa (CMR) |
| 22 januari Championship of Nations Groep B «onderlinge duels» 20:00 uur (UTC+1) | Moses Waiswa 34' (pen.) |       | 12' Sankara Karamoko 27' Vignon Ouotro 78' Aubin Kouamé | Nelson Mandelastadion, Algiers Scheidsrechter: Blaise Ngwa (CMR) |

|                                                                                     |                            |       |           |                                                                                          |
| 27 januari Championship of Nations Kwartfinale «onderlinge duels» 17:00 uur (UTC+1) | Algerije                   | 1 – 0 | Ivoorkust | Nelson Mandelastadion, Algiers Toeschouwers: 37.853 Scheidsrechter: Abdelaziz Bouh (MTN) |
| 27 januari Championship of Nations Kwartfinale «onderlinge duels» 17:00 uur (UTC+1) | Aymen Mahious 90+6' (pen.) |       |           | Nelson Mandelastadion, Algiers Toeschouwers: 37.853 Scheidsrechter: Abdelaziz Bouh (MTN) |

|  |  |  |  |  |  |  |  |  |

|                                                                          |                                                                    |       |                        |                                                           |
| 24 maart AK 2023 kwalificatie Groep H «onderlinge duels» 16:00 uur (UTC) | Ivoorkust                                                          | 3 – 1 | Comoren                | Stade Bouaké, Bouaké Scheidsrechter: Abdelaziz Bouh (MTN) |
| 24 maart AK 2023 kwalificatie Groep H «onderlinge duels» 16:00 uur (UTC) | Christian Kouamé 29' Sébastien Haller 61' Jean-Philippe Krasso 89' |       | 90+3' Ibroihim Djoudja | Stade Bouaké, Bouaké Scheidsrechter: Abdelaziz Bouh (MTN) |

|                                                                            |         |                                       |           |                                                                          |
| 28 maart AK 2023 kwalificatie Groep H «onderlinge duels» 22:00 uur (UTC+3) | Comoren | 0 – 2                                 | Ivoorkust | Stade Omnisports de Malouzini, Moroni Scheidsrechter: Peter Waweru (KEN) |
| 28 maart AK 2023 kwalificatie Groep H «onderlinge duels» 22:00 uur (UTC+3) |         | 36' Ibrahim Sangaré 58' Franck Kessié |           | Stade Omnisports de Malouzini, Moroni Scheidsrechter: Peter Waweru (KEN) |

|                                                                           |                                                          |       |           |                                                                   |
| 17 juni AK 2023 kwalificatie Groep H «onderlinge duels» 15:00 uur (UTC+2) | Zambia                                                   | 3 – 0 | Ivoorkust | Levy Mwanawasastadion, Ndola Scheidsrechter: Bamlak Tessema (ETH) |
| 17 juni AK 2023 kwalificatie Groep H «onderlinge duels» 15:00 uur (UTC+2) | Serge Aurier 31' (e.d.) Patson Daka 48' Kings Kangwa 55' |       |           | Levy Mwanawasastadion, Ndola Scheidsrechter: Bamlak Tessema (ETH) |

|                                                                             |                     |       |         |                                                                      |
| 9 september AK 2023 kwalificatie Groep H «onderlinge duels» 16:00 uur (UTC) | Ivoorkust           | 1 – 0 | Lesotho | Stade Laurent Pokou, San-Pédro Scheidsrechter: Samuel Uwikunda (RWA) |
| 9 september AK 2023 kwalificatie Groep H «onderlinge duels» 16:00 uur (UTC) | Ibrahim Sangaré 16' |       |         | Stade Laurent Pokou, San-Pédro Scheidsrechter: Samuel Uwikunda (RWA) |

|                                                                   |           |             |      |                                                                                |
| 12 september Vriendschappelijk «onderlinge duels» 19:00 uur (UTC) | Ivoorkust | 0 – 0 gest. | Mali | Stade olympique Alassane Ouattara, Abidjan Scheidsrechter: Aklesso Gnama (TOG) |
| 12 september Vriendschappelijk «onderlinge duels» 19:00 uur (UTC) |           |             |      | Stade olympique Alassane Ouattara, Abidjan Scheidsrechter: Aklesso Gnama (TOG) |

|                                                                 |                        |       |                    | |
| 14 oktober Vriendschappelijk «onderlinge duels» 17:00 uur (UTC) | Ivoorkust              | 1 – 1 | Marokko            | Stade olympique Alassane Ouattara, Abidjan Toeschouwers: 22.135 Scheidsrechter: Adissa Ligali (BEN) |
| 14 oktober Vriendschappelijk «onderlinge duels» 17:00 uur (UTC) | Sébastien Haller 45+3' |       | 81' Ayoub El Kaabi | Stade olympique Alassane Ouattara, Abidjan Toeschouwers: 22.135 Scheidsrechter: Adissa Ligali (BEN) |

|                                                                 |                      |       |                 |                                                                                               |
| 17 oktober Vriendschappelijk «onderlinge duels» 19:00 uur (UTC) | Ivoorkust            | 1 – 1 | Zuid-Afrika     | Stade Félix Houphouët-Boigny, Abidjan Toeschouwers: 21.607 Scheidsrechter: Benoît Badot (BUR) |
| 17 oktober Vriendschappelijk «onderlinge duels» 19:00 uur (UTC) | Sébastien Haller 66' |       | 9' Themba Zwane | Stade Félix Houphouët-Boigny, Abidjan Toeschouwers: 21.607 Scheidsrechter: Benoît Badot (BUR) |

|                                                                             | |       |            | |
| 17 november WK 2026 kwalificatie Groep F «onderlinge duels» 19:00 uur (UTC) | Ivoorkust | 9 – 0 | Seychellen | Stade olympique Alassane Ouattara, Abidjan Toeschouwers: 23.204 Scheidsrechter: Adalbert Diouf (SEN) |
| 17 november WK 2026 kwalificatie Groep F «onderlinge duels» 19:00 uur (UTC) | Sébastien Haller 20' (pen.) Ibrahim Sangaré 24' Simon Adingra 34' Karim Konaté 40' (pen.) Seko Fofana 60' Hamed Traorè 77' Jean-Philippe Krasso 84' (pen.) Hamed Traorè 90+4' Karim Konaté 90+5' |       |            | Stade olympique Alassane Ouattara, Abidjan Toeschouwers: 23.204 Scheidsrechter: Adalbert Diouf (SEN) |

|                                                                               |        |                                      |           |                                                                               |
| 20 november WK 2026 kwalificatie Groep F «onderlinge duels» 19:00 uur (UTC+3) | Gambia | 0 – 2                                | Ivoorkust | Nationaal Stadion, Dar es Salaam (Tanzania) Scheidsrechter: Jalal Jayed (MAR) |
| 20 november WK 2026 kwalificatie Groep F «onderlinge duels» 19:00 uur (UTC+3) |        | 45' Christian Kouamé 85' Seko Fofana |           | Nationaal Stadion, Dar es Salaam (Tanzania) Scheidsrechter: Jalal Jayed (MAR) |

### 2024
|                                                                | |       |                    |                                                                                                  |
| 6 januari Vriendschappelijk «onderlinge duels» 17:00 uur (UTC) | Ivoorkust                                                                                                | 5 – 1 | Sierra Leone       | Stade Laurent Pokou, San-Pédro Toeschouwers: 16.000 Scheidsrechter: Dedjinnanchi Ahomlanto (BEN) |
| 6 januari Vriendschappelijk «onderlinge duels» 17:00 uur (UTC) | Ousmane Diomande 18' Franck Kessié 36' Jonathan Bamba 38' Jérémie Boga 48' Jean Thierry Lazare Amani 84' |       | 86' Rodney Michael | Stade Laurent Pokou, San-Pédro Toeschouwers: 16.000 Scheidsrechter: Dedjinnanchi Ahomlanto (BEN) |

| Afrikaans kampioenschap voetbal 2023 |
| ------------------------------------ |

|                                                                  |                                         |       |               | |
| 13 januari Afrika Cup Groep A «onderlinge duels» 20:00 uur (UTC) | Ivoorkust                               | 2 – 0 | Guinee-Bissau | Stade olympique Alassane Ouattara, Abidjan Toeschouwers: 36.858 Scheidsrechter: Amin Omar (EGY) Video-assistent: Mahmoud El Banna (EGY) |
| 13 januari Afrika Cup Groep A «onderlinge duels» 20:00 uur (UTC) | Seko Fofana 4' Jean-Philippe Krasso 58' |       |               | Stade olympique Alassane Ouattara, Abidjan Toeschouwers: 36.858 Scheidsrechter: Amin Omar (EGY) Video-assistent: Mahmoud El Banna (EGY) |

|                                                                  |           |                                 |         | |
| 18 januari Afrika Cup Groep A «onderlinge duels» 17:00 uur (UTC) | Ivoorkust | 0 – 1                           | Nigeria | Stade olympique Alassane Ouattara, Abidjan Toeschouwers: 49.517 Scheidsrechter: Mustapha Ghorbal (ALG) Video-assistent: Lahlou Benbraham (ALG) |
| 18 januari Afrika Cup Groep A «onderlinge duels» 17:00 uur (UTC) |           | 55' (pen.) William Troost-Ekong |         | Stade olympique Alassane Ouattara, Abidjan Toeschouwers: 49.517 Scheidsrechter: Mustapha Ghorbal (ALG) Video-assistent: Lahlou Benbraham (ALG) |

|                                                                  |                                                                   |       |           | |
| 22 januari Afrika Cup Groep A «onderlinge duels» 17:00 uur (UTC) | Equatoriaal-Guinea                                                | 4 – 0 | Ivoorkust | Stade olympique Alassane Ouattara, Abidjan Toeschouwers: 42.550 Scheidsrechter: Mahmood Ismail (SUD) Video-assistent: Mahmoud Ashour (EGY) |
| 22 januari Afrika Cup Groep A «onderlinge duels» 17:00 uur (UTC) | Emilio Nsue 42' Pablo Ganet 73' Emilio Nsue 75' Jannick Buyla 88' |       |           | Stade olympique Alassane Ouattara, Abidjan Toeschouwers: 42.550 Scheidsrechter: Mahmood Ismail (SUD) Video-assistent: Mahmoud Ashour (EGY) |

|                                                                         |                                                                    |              |                                                                           | |
| 29 januari Afrika Cup Achtste finale «onderlinge duels» 20:00 uur (UTC) | Senegal                                                            | 1 – 1 (n.v.) | Ivoorkust                                                                 | Stade de Yamoussoukro, Yamoussoukro Toeschouwers: 19.948 Scheidsrechter: Pierre Atcho (GAB) Video-assistent: Mahmoud El Banna (EGY) |
| 29 januari Afrika Cup Achtste finale «onderlinge duels» 20:00 uur (UTC) | Habib Diallo 4'                                                    |              | 86' (pen.) Franck Kessié                                                  | Stade de Yamoussoukro, Yamoussoukro Toeschouwers: 19.948 Scheidsrechter: Pierre Atcho (GAB) Video-assistent: Mahmoud El Banna (EGY) |
| 29 januari Afrika Cup Achtste finale «onderlinge duels» 20:00 uur (UTC) | Strafschoppen                                                      |              |                                                                           | Stade de Yamoussoukro, Yamoussoukro Toeschouwers: 19.948 Scheidsrechter: Pierre Atcho (GAB) Video-assistent: Mahmoud El Banna (EGY) |
| 29 januari Afrika Cup Achtste finale «onderlinge duels» 20:00 uur (UTC) | Kalidou Koulibaly Pape Sarr Moussa Niakhaté Bamba Dieng Sadio Mané | 4 – 5        | Nicolas Pépé Christian Kouamé Sébastien Haller Serge Aurier Franck Kessié | Stade de Yamoussoukro, Yamoussoukro Toeschouwers: 19.948 Scheidsrechter: Pierre Atcho (GAB) Video-assistent: Mahmoud El Banna (EGY) |

|                                                                      |                   |              |                                        | |
| 3 februari Afrika Cup Kwartfinale «onderlinge duels» 17:00 uur (UTC) | Mali              | 1 – 2 (n.v.) | Ivoorkust                              | Stade Bouaké, Bouaké Toeschouwers: 39.836 Scheidsrechter: Mohamed Adel (EGY) Video-assistent: Akhona Makalima (ZAF) |
| 3 februari Afrika Cup Kwartfinale «onderlinge duels» 17:00 uur (UTC) | Nene Dorgeles 71' |              | 90' Simon Adingra 120+2' Oumar Diakité | Stade Bouaké, Bouaké Toeschouwers: 39.836 Scheidsrechter: Mohamed Adel (EGY) Video-assistent: Akhona Makalima (ZAF) |

|                                                                       |                      |       |                | |
| 7 februari Afrika Cup Halve finale «onderlinge duels» 20:00 uur (UTC) | Ivoorkust            | 1 – 0 | Congo-Kinshasa | Stade olympique Alassane Ouattara, Abidjan Toeschouwers: 51.020 Scheidsrechter: Ibrahim Mutaz (LBA) Video-assistent: Maria Rivet (MRI) |
| 7 februari Afrika Cup Halve finale «onderlinge duels» 20:00 uur (UTC) | Sébastien Haller 65' |       |                | Stade olympique Alassane Ouattara, Abidjan Toeschouwers: 51.020 Scheidsrechter: Ibrahim Mutaz (LBA) Video-assistent: Maria Rivet (MRI) |

|                                                                  |                          |       |                                        | |
| 11 februari Afrika Cup Finale «onderlinge duels» 20:00 uur (UTC) | Nigeria                  | 1 – 2 | Ivoorkust                              | Stade olympique Alassane Ouattara, Abidjan Toeschouwers: 57.094 Scheidsrechter: Dahane Beida (MTN) Video-assistent: Mohamed Ashour (EGY) |
| 11 februari Afrika Cup Finale «onderlinge duels» 20:00 uur (UTC) | William Troost-Ekong 38' |       | 62' Franck Kessié 81' Sébastien Haller | Stade olympique Alassane Ouattara, Abidjan Toeschouwers: 57.094 Scheidsrechter: Dahane Beida (MTN) Video-assistent: Mohamed Ashour (EGY) |

|  |  |  |  |  |  |  |  |  |

|                                                                 |                                  |       |                                      |                                                                                     |
| 23 maart Vriendschappelijk «onderlinge duels» 17:00 uur (UTC+1) | Ivoorkust                        | 2 – 2 | Benin                                | Stade de la Licorne, Amiens Toeschouwers: 4.100 Scheidsrechter: Miloš Gigović (BIH) |
| 23 maart Vriendschappelijk «onderlinge duels» 17:00 uur (UTC+1) | Max Gradel 29' Oumar Diakité 69' |       | 8' Junior Olaitan 51' Junior Olaitan | Stade de la Licorne, Amiens Toeschouwers: 4.100 Scheidsrechter: Miloš Gigović (BIH) |

|                                                                 |                                          |       |                    |                                                                                     |
| 26 maart Vriendschappelijk «onderlinge duels» 20:30 uur (UTC+1) | Ivoorkust                                | 2 – 1 | Uruguay            | Stade Bollaert-Delelis, Lens Toeschouwers: 8.000 Scheidsrechter: Ruddy Buquet (FRA) |
| 26 maart Vriendschappelijk «onderlinge duels» 20:30 uur (UTC+1) | Mathías Olivera 9' (e.d.) Guéla Doué 84' |       | 77' Federico Viñas | Stade Bollaert-Delelis, Lens Toeschouwers: 8.000 Scheidsrechter: Ruddy Buquet (FRA) |

|                                                                        |                 |       |       | |
| 7 juni WK 2026 kwalificatie Groep F «onderlinge duels» 19:00 uur (UTC) | Ivoorkust       | 1 – 0 | Gabon | Amadou Gon Coulibalystadion, Korhogo Toeschouwers: 17.522 Scheidsrechter: Omar Abdulkadir Artan (SOM) |
| 7 juni WK 2026 kwalificatie Groep F «onderlinge duels» 19:00 uur (UTC) | Seko Fofana 36' |       |       | Amadou Gon Coulibalystadion, Korhogo Toeschouwers: 17.522 Scheidsrechter: Omar Abdulkadir Artan (SOM) |

|                                                                           |       |       |           |                                                                                                  |
| 11 juni WK 2026 kwalificatie Groep F «onderlinge duels» 15:00 uur (UTC+2) | Kenia | 0 – 0 | Ivoorkust | Bingu Nationaal Stadion, Lilongwe (Malawi) Toeschouwers: 6.000 Scheidsrechter: Jalal Jayed (MAR) |
| 11 juni WK 2026 kwalificatie Groep F «onderlinge duels» 15:00 uur (UTC+2) |       |       |           | Bingu Nationaal Stadion, Lilongwe (Malawi) Toeschouwers: 6.000 Scheidsrechter: Jalal Jayed (MAR) |

|                                                                             |                                                   |       |        |                                                             |
| 6 september AK 2025 kwalificatie Groep G «onderlinge duels» 19:00 uur (UTC) | Ivoorkust                                         | 2 – 0 | Zambia | Stade Bouaké, Bouaké Scheidsrechter: Mustapha Ghorbal (ALG) |
| 6 september AK 2025 kwalificatie Groep G «onderlinge duels» 19:00 uur (UTC) | Jean-Philippe Krasso 73' Jean-Philippe Krasso 84' |       |        | Stade Bouaké, Bouaké Scheidsrechter: Mustapha Ghorbal (ALG) |

|                                                                                |        |                                              |           |                                                                                    |
| 10 september AK 2025 kwalificatie Groep G «onderlinge duels» 20:00 uur (UTC+1) | Tsjaad | 0 – 2                                        | Ivoorkust | Ahmadou Ahidjostadion, Yaoundé (Kameroen) Scheidsrechter: Tsegay Mogos Teklu (ERI) |
| 10 september AK 2025 kwalificatie Groep G «onderlinge duels» 20:00 uur (UTC+1) |        | 45+3' Jean-Philippe Krasso 55' Oumar Diakité |           | Ahmadou Ahidjostadion, Yaoundé (Kameroen) Scheidsrechter: Tsegay Mogos Teklu (ERI) |

|                                                                            |                                                                                     |       |                     |                                                                                        |
| 11 oktober AK 2025 kwalificatie Groep G «onderlinge duels» 19:00 uur (UTC) | Ivoorkust                                                                           | 4 – 1 | Sierra Leone        | Stade Laurent Pokou, San-Pédro Toeschouwers: 16.553 Scheidsrechter: Abongile Tom (ZAF) |
| 11 oktober AK 2025 kwalificatie Groep G «onderlinge duels» 19:00 uur (UTC) | Nicolas Pépé 3' Franck Kessié 51' Franck Kessié 76' (pen.) Oumar Diakité 87' (pen.) |       | 43' Alhassan Koroma | Stade Laurent Pokou, San-Pédro Toeschouwers: 16.553 Scheidsrechter: Abongile Tom (ZAF) |

|                                                                            |                     |       |           | |
| 15 oktober AK 2025 kwalificatie Groep G «onderlinge duels» 16:00 uur (UTC) | Sierra Leone        | 1 – 0 | Ivoorkust | Samuel Kanyon Doe Sportcomplex, Monrovia (Liberia) Toeschouwers: 7.408 Scheidsrechter: Jeannot Franck Bito (CMR) |
| 15 oktober AK 2025 kwalificatie Groep G «onderlinge duels» 16:00 uur (UTC) | Amadou Bakayoko 85' |       |           | Samuel Kanyon Doe Sportcomplex, Monrovia (Liberia) Toeschouwers: 7.408 Scheidsrechter: Jeannot Franck Bito (CMR) |

|                                                                               |                     |       |           |                                                                                    |
| 15 november AK 2025 kwalificatie Groep G «onderlinge duels» 17:00 uur (UTC+2) | Zambia              | 1 – 0 | Ivoorkust | Levy Mwanawasastadion, Ndola Toeschouwers: 49.800 Scheidsrechter: Omar Artan (SOM) |
| 15 november AK 2025 kwalificatie Groep G «onderlinge duels» 17:00 uur (UTC+2) | Kennedy Musonda 43' |       |           | Levy Mwanawasastadion, Ndola Toeschouwers: 49.800 Scheidsrechter: Omar Artan (SOM) |

|                                                                             |                                                                                   |       |        |                                                                         |
| 19 november AK 2025 kwalificatie Groep G «onderlinge duels» 15:00 uur (UTC) | Ivoorkust                                                                         | 4 – 0 | Tsjaad | Stade Félix Houphouët-Boigny, Abidjan Scheidsrechter: Sadok Selmi (TUN) |
| 19 november AK 2025 kwalificatie Groep G «onderlinge duels» 15:00 uur (UTC) | Vakoun Issouf Bayo 25' Simon Adingra 37' Emmanuel Agbadou 77' Oumar Diakité 90+3' |       |        | Stade Félix Houphouët-Boigny, Abidjan Scheidsrechter: Sadok Selmi (TUN) |

### 2025
|                                                                            |         |   |           |                                                                    |
| 21 maart WK 2026 kwalificatie Groep F «onderlinge duels» 20:00 uur (UTC+1) | Burundi | – | Ivoorkust | Stade d'honneur de Meknès, Meknes (Marokko) Scheidsrechter: n.n.b. |
| 21 maart WK 2026 kwalificatie Groep F «onderlinge duels» 20:00 uur (UTC+1) |         |   |           | Stade d'honneur de Meknès, Meknes (Marokko) Scheidsrechter: n.n.b. |

|                                                                          |           |   |        |                                                              |
| 24 maart WK 2026 kwalificatie Groep F «onderlinge duels» 19:00 uur (UTC) | Ivoorkust | – | Gambia | Stade Félix Houphouët-Boigny, Abidjan Scheidsrechter: n.n.b. |
| 24 maart WK 2026 kwalificatie Groep F «onderlinge duels» 19:00 uur (UTC) |           |   |        | Stade Félix Houphouët-Boigny, Abidjan Scheidsrechter: n.n.b. |

|                                                               |               |   |           |                                                                |
| 7 juni Vriendschappelijk «onderlinge duels» 19:00 uur (UTC−4) | Nieuw-Zeeland | – | Ivoorkust | BMO Field, Toronto Toeschouwers: n.n.b. Scheidsrechter: n.n.b. |
| 7 juni Vriendschappelijk «onderlinge duels» 19:00 uur (UTC−4) |               |   |           | BMO Field, Toronto Toeschouwers: n.n.b. Scheidsrechter: n.n.b. |

|                                                                |        |   |           |                                                                |
| 10 juni Vriendschappelijk «onderlinge duels» 20:30 uur (UTC−4) | Canada | – | Ivoorkust | BMO Field, Toronto Toeschouwers: n.n.b. Scheidsrechter: n.n.b. |
| 10 juni Vriendschappelijk «onderlinge duels» 20:30 uur (UTC−4) |        |   |           | BMO Field, Toronto Toeschouwers: n.n.b. Scheidsrechter: n.n.b. |

FIF · A-internationals · Selecties · Bondscoaches · Statistieken · Ivoriaans vrouwenelftal · Ivoorkust U21 · Ivoorkust U20 · Ivoorkust U19 · Ivoorkust U18 · Ivoorkust U17
1960 – 1969 ·
1970 – 1979 ·
1980 – 1989 ·
1990 – 1999 ·
2000 – 2009 ·
2010 – 2019 ·
2020 − 2029
WK 2006 · 
WK 2010 · 
WK 2014
OS 2008 · 
OS 2020
1960 ·
1961 ·
1962 ·
1963 ·
1964 · 
1965 ·
1966 · 
1967 ·
1968 ·
1969 ·
1970 ·
1971 ·
1972 ·
1973 ·
1974 ·
1975 ·
1976 ·
1977 ·
1978 · 
1979 ·
1980 ·
1981 · 
1982 ·
1983 ·
1984 ·
1985 ·
1986 ·
1987 ·
1988 ·
1989 ·
1990 ·
1991 ·
1992 · 
1993 · 
1994 · 
1995 · 
1996 · 
1997 · 
1998 · 
1999 · 
2000 · 
2001 · 
2002 · 
2003 · 
2004 · 
2005 · 
2006 · 
2007 · 
2008 · 
2009 · 
2010 · 
2011 · 
2012 · 
2013 ·
2014 ·
2015 ·
2016 ·
2017 ·
2018 ·
2019 ·
2020 ·
2021 ·
2022 ·
2023 ·
2024
Algerije ·
Angola ·
Argentinië ·
België ·
Benin ·
Bosnië en Herzegovina ·
Botswana ·
Brazilië ·
Burkina Faso ·
Burundi ·
Centraal-Afrikaanse Republiek ·
Chili ·
Colombia ·
Comoren ·
Congo-Brazzaville ·
Congo-Kinshasa ·
Duitsland ·
Egypte ·
El Salvador ·
Engeland ·
Equatoriaal-Guinea ·
Ethiopië ·
Frankrijk ·
Gabon ·
Gambia ·
Ghana ·
Griekenland ·
Guinee ·
Guinee-Bissau ·
Hongarije ·
Israël ·
Italië ·
Japan ·
Jordanië ·
Kameroen ·
Kenia ·
Koeweit ·
Lesotho ·
Liberia ·
Libië ·
Madagaskar ·
Malawi ·
Mali ·
Marokko ·
Mauritanië ·
Mauritius ·
Mexico ·
Moldavië ·
Mozambique ·
Namibië ·
Nederland ·
Niger ·
Nigeria ·
Noord-Korea ·
Oeganda ·
Oostenrijk ·
Paraguay ·
Polen ·
Portugal ·
Qatar ·
Roemenië ·
Rusland ·
Rwanda ·
Senegal ·
Servië en Montenegro ·
Seychellen ·
Sierra Leone ·
Slovenië ·
Soedan ·
Spanje ·
Tanzania ·
Togo ·
Tsjaad ·
Tunesië ·
Turkije ·
Uruguay ·
Verenigde Staten ·
Zambia ·
Zimbabwe ·
Zuid-Afrika ·
Zuid-Korea ·
Zweden ·
Zwitserland
Argentinië (2006) · 
Colombia (2014) ·
Ghana (2015) ·
Griekenland (2014) · 
Japan (2014) ·  
Nederland (2006) · 
Noord-Korea (2010) · 
Servië en Montenegro (2006) ·
Zambia (2012)
CONMEBOL: Argentinië · Bolivia · Brazilië · Chili · Colombia · Ecuador · Paraguay · Peru · Uruguay · Venezuela

UEFA: Albanië · Andorra · Armenië · Azerbeidzjan · België · Bosnië en Herzegovina · Bulgarije · Cyprus · Denemarken · Duitsland · Engeland · Estland · Faeröer · Finland · Frankrijk · Georgië · Gibraltar · Griekenland · Hongarije · IJsland · Ierland · Israël · Italië · Kazachstan · Kosovo · Kroatië · Letland · Liechtenstein · Litouwen · Luxemburg · Malta · Moldavië · Montenegro · Nederland · Noord-Ierland · Noord-Macedonië · Noorwegen · Oekraïne · Oostenrijk · Polen · Portugal · Roemenië · Rusland · San Marino · Schotland · Servië · Slovenië · Slowakije · Spanje · Tsjechië · Turkije · Wales · Wit-Rusland · Zweden · Zwitserland

AFC: Australië · China · Irak · Iran · Japan · Libanon · Oezbekistan · Oman · Qatar · Saoedi-Arabië · Syrië · Verenigde Arabische Emiraten · Vietnam · Zuid-Korea

CAF: Algerije · Burkina Faso · Congo-Kinshasa · Egypte · Ghana · Ivoorkust · Kaapverdië · Kameroen · Mali · Marokko · Nigeria · Senegal · Tunesië · Zuid-Afrika

CONCACAF: Canada · Costa Rica · Curaçao · El Salvador · Honduras · Jamaica · Mexico · Panama · Suriname · Verenigde Staten

OFC: Nieuw-Zeeland